# Тилье, Дория
Дория Тилье (фр. Doria Tillier, родилась 27 марта 1986) — французская фотомодель, актриса. Завоевала мировую известность после выхода картины «Он и Она». 

## Биография
Дория Тилье училась в одном из старейших и самых престижных французских учебных заведений: в лицее Кондорсе, в Париже. После окончания учебы она работала официанткой. С 2008 по 2010 год училась в Театральном училище Laboratoire De L'acteur-Hélène Zidi . В молодости Тилье некоторое время работала профессиональной моделью, а также снималась в короткометражных фильмах и рекламных роликах, в том числе в рекламе парфюма Mademoiselle Ricci. С 27 августа 2012 до июня 2014 года Тилье работала на телеканале Canal+ в передаче «Le Grand Journal» ведущей прогноза погоды, сменив ушедшую Сольвейг Редигер-Лизлов.
Тилье снималась в сериале «Специальная таможенная служба» (фр. Action spéciale douanes), который показывали на телеканале France 2. Также она снималась в триллере «Кровавые цветы» (англ. Bloody Flowers) режиссёра Ричарда Томсона вместе с Амандой Лир. 
В 2017 году Дория Тилье исполнила главную женскую роль в трагикомедии «Он и Она», ставшей режиссерским дебютом для её мужа Николя Бедоса, который также сыграл в фильме. 
В конце ноября 2019 года в российский прокат вышла драматическая комедия Николя Бедоса «Прекрасная эпоха» при участии актрисы. Главный герой картины отправляется в прошлое, чтобы вновь пережить тот день, когда он встретил любовь всей своей жизни.

## Интересные факты
- После матча отборочного турнира чемпионата мира по футболу 2014 года между Украиной и Францией, завершившегося поражением французов 0:2, Дория заявила, что готова провести один из выпусков прогнозов погоды в обнажённом виде, если Франция в итоге вырвет путёвку на чемпионат мира[5]. Во время ответного матча Дория в своём твиттере выразилась о заключённом пари в нецензурной форме после того, как французы сравняли счёт[6]. Своё обещание Дория сдержала, появившись во время показа одного из выпусков на полях возле села Пуаль в одних сапогах. Ведущая была снята мелким планом, так что подробностей тела актрисы и модели зрители не увидели, но, в конечном итоге, обещание было выполнено[7].

- Рост актрисы —  180 см[8].